# Histoire des campagnes électorales au Québec
Cet article retrace l'histoire des campagnes électorales au Québec.

## Élections de 2003
Lors de l’élection générale du 14 avril 2003, le Parti québécois a été battu par le Parti libéral, dirigé par Jean Charest. Devenu premier ministre, Charest a mené une politique de désengagement de l’État, en favorisant notamment  les partenariats public-privé, dans le but de contenir la dette publique du Québec qui s’élevait à l’époque à 108,6 milliards de dollars. Le gouvernement libéral a connu certaines difficultés au cours de son mandat, les taux d’insatisfaction s’élevant jusqu’à 78 %. En revanche, le taux d’insatisfaction baisse vers la fin de son mandat.

## Élection de 2007
La campagne électorale débute le 21 février 2007 à la suite de la dissolution de l'Assemblée nationale par le Premier ministre Jean Charest. Pendant la campagne, il est pratiquement impossible de prédire l’issue du scrutin, trois partis possédant une chance de remporter les élections. Il s’agit de l’Action démocratique du Québec, du Parti québécois et du Parti libéral du Québec (le parti au pouvoir). Deux autres partis, le Parti Vert et Québec solidaire, bénéficient d’appuis négligeables. Le débat des chefs, le 13 mars 2007, et le dépôt d’un budget fédéral, le 19 mars 2007, auront une certaine influence sur le résultat de l’élection.
Le jour du scrutin, le 26 mars 2007, le Parti libéral du Québec fait élire 48 députés, tandis que l’Action démocratique du Québec et le Parti québécois en font élire 41 et 36, respectivement. Ainsi, le Parti libéral se retrouve à la tête d’un gouvernement minoritaire, le premier au Québec depuis 1878. Quant à l’Action démocratique du Québec, elle devient le premier parti d’opposition et forme donc l’opposition officielle à l’Assemblée nationale, de façon tout à fait inattendue, du moins pour la classe politique et pour les médias.
Au lendemain de l’élection, il semble que les remous causés par les questions et malentendus sur les accommodements raisonnables (en 2006) ainsi que le sentiment des citoyens des régions d’être négligés et pris de haut par les politiciens et les médias ont trouvé un écho dans le message populiste de l’Action démocratique, porté par un chef considéré comme plus abordable, plus proche d’eux que ses rivaux par une partie des Québécois.
À la suite des élections, le Parti québécois s’est retrouvé à être le deuxième groupe d’opposition, ce qui a déplu à plusieurs militants, candidats et députés péquistes. André Boisclair, le chef du parti, a bien tenté de contenir la contestation et de continuer à assurer la direction de ce dernier, mais il n’a pas été en mesure de réussir. Il a donc remis sa démission à titre de chef du Parti québécois le jour de la rentrée parlementaire, soit le 8 mai 2007,.  François Gendron, qui est le doyen non seulement du Parti québécois, mais de l’Assemblée nationale, a été élu par ses pairs pour être le chef intérimaire du Parti québécois, en attendant que la course à la chefferie donne un nouveau chef.
Le 12 mai 2007, coup de théâtre au sein du mouvement souverainiste : à peine 30 heures après avoir posé sa candidature, Gilles Duceppe se retire de la course à la direction du Parti québécois,. Du même coup, il donne son appui à Pauline Marois, qui a obtenu le plus grand nombre d’appuis depuis le dépôt de sa candidature. Le 26 juin 2007, Pauline Marois devient chef du Parti québécois,.

## Élection de 2008
Prévue pour le 8 décembre 2008, la 39e législature sera élue au terme de la campagne électorale déclenchée le 5 novembre 2008. L'annonce du déclenchement des élections générales par le gouvernement s'effectue au lendemain de la date prévue de la publication de l'énoncé budgétaire par la présidente du Conseil du Trésor. Cette mise à jour avait pour but d'établir la stratégie du gouvernement pour faire face à la crise économique, résultat de la crise des prêts hypothécaires à haut risque. Depuis quelques semaines avant le déclenchement des élections, des accusations étaient par ailleurs portées à l'égard du gouvernement par les partis d'opposition concernant des pertes financières probables de la Caisse de dépôt et placement du Québec s'élevant à près de 30 milliards de dollars. Au début de l'année 2009, la caisse a révélé avoir eu un rendement historiquement bas de -25 %, soit une perte de 35 MM$.
Des rumeurs s'étaient déjà fait entendre dès le 27 octobre 2008 quant à l'intention du gouvernement de déclencher des élections. Ces rumeurs surviennent soit une semaine après que le gouvernement libéral, minoritaire à l'Assemblée nationale, eut affirmé son désaccord avec la nomination de l'ancien leader parlementaire du deuxième groupe d'opposition, François Gendron, élu par la majorité des députés, à titre de nouveau président de l'Assemblée nationale.
Historique en son genre, la crise politique au Parlement fédéral fait de l'ombre à la campagne électorale québécoise. Les trois majeurs partis politiques québécois se rallient derrière la coalition formée des partis d'opposition à la Chambre des communes afin de renverser le gouvernement conservateur. Plusieurs constitutionnalistes affirment que la coalition respecte les conventions constitutionnelles considérant qu'elle est formée des trois groupes parlementaires de l'opposition qui forment la majorité des députés élus. Cependant, la gouverneure générale proroge la Chambre des Communes, permettant ainsi au gouvernement de se protéger d'un vote de non-confiance envers son énoncé budgétaire et donc, son renversement. Alors que des mouvements de protestation sont soutenus à la grandeur du pays chez les partisans du gouvernement qui accusent un coup d'État (bien que la définition de cette expression se réfère à une action illégale et soutenue par la force), les opposants décrivent la prorogation comme étant un délit de démocratie parlementaire.
Le Parti libéral du Québec a été élu majoritairement au terme de cette élection du 8 décembre 2008, récoltant 66 sièges (42,05 %), nécessitant au moins 63 sièges pour être majoritaire. Le Parti québécois, quant à lui, a connu une remontée sans précédent passant de 36 sièges en 2007 à 51 sièges (35,15 %) en 2008, reformant ainsi l’opposition officielle, puisque que le Parti québécois avait été rétrogradé à la deuxième opposition lors de l’élection générale de 2007. Du côté de l’Action démocratique du Québec (ADQ), le parti n’a récolté que 7 sièges (16,36 %), alors qu’il en comptait 39 à la dissolution de l’Assemblée. Lors d’un discours, le chef de l’ADQ, Mario Dumont, a annoncé qu’il se retirait de la vie politique. Par la suite, un nouveau parti politique fait son entrée à l’Assemblée nationale, le Québec solidaire, avec un député (3,79 %) : Amir Khadir.
Le taux de participation de cette élection a été le plus faible de toute l’histoire du Québec. Seulement 57,33 % des citoyennes et des citoyens du Québec sont allés voter lors de cette journée d’élection générale.